# Magnuszowiczki
Magnuszowiczki (niem. Klein Mangersdorf) – wieś w Polsce położona w województwie opolskim, w powiecie opolskim, w gminie Niemodlin.
Od 1940 do 1944 funkcjonował tu niemiecki nazistowski obóz pracy przymusowej. W latach 1975–1998 miejscowość administracyjnie należała do ówczesnego województwa opolskiego.

## Historia
Od końca XVIII w. wieś posiadała własną pieczęć gminną, na której wizerunku przedstawiono łabędź (gęś?) zwróconego w prawą stronę, stojącego na kamieniu (?)